# Hassi El Euch
Hassi El Euch (em árabe: حاسى العش) é uma cidade e comuna localizada na província de Djelfa, Argélia. De acordo com o censo de 2008, a população total da cidade era de 11 692 habitantes.